# Tyler Flowers
Cole Tyler Flowers (24 de enero de 1986) es un receptor estadounidense de béisbol profesional que es agente libre de las Grandes Ligas. Anteriormente jugó con los Chicago White Sox desde 2009 hasta 2015 y con los Atlanta Braves desde 2016 a 2020.

## Carrera profesional como beisbolista

### Ligas menores
Flowers fue seleccionado en la 33ra ronda del draft de 2005 por los Bravos de Atlanta. Jugó en el sistema de ligas menores de la organización con los Danville Braves de la liga de novatos en 2006, los Rome Braves de Clase A en 2007 y los Myrtle Beach Pelicans de Clase A avanzada en 2008.

### Chicago White Sox

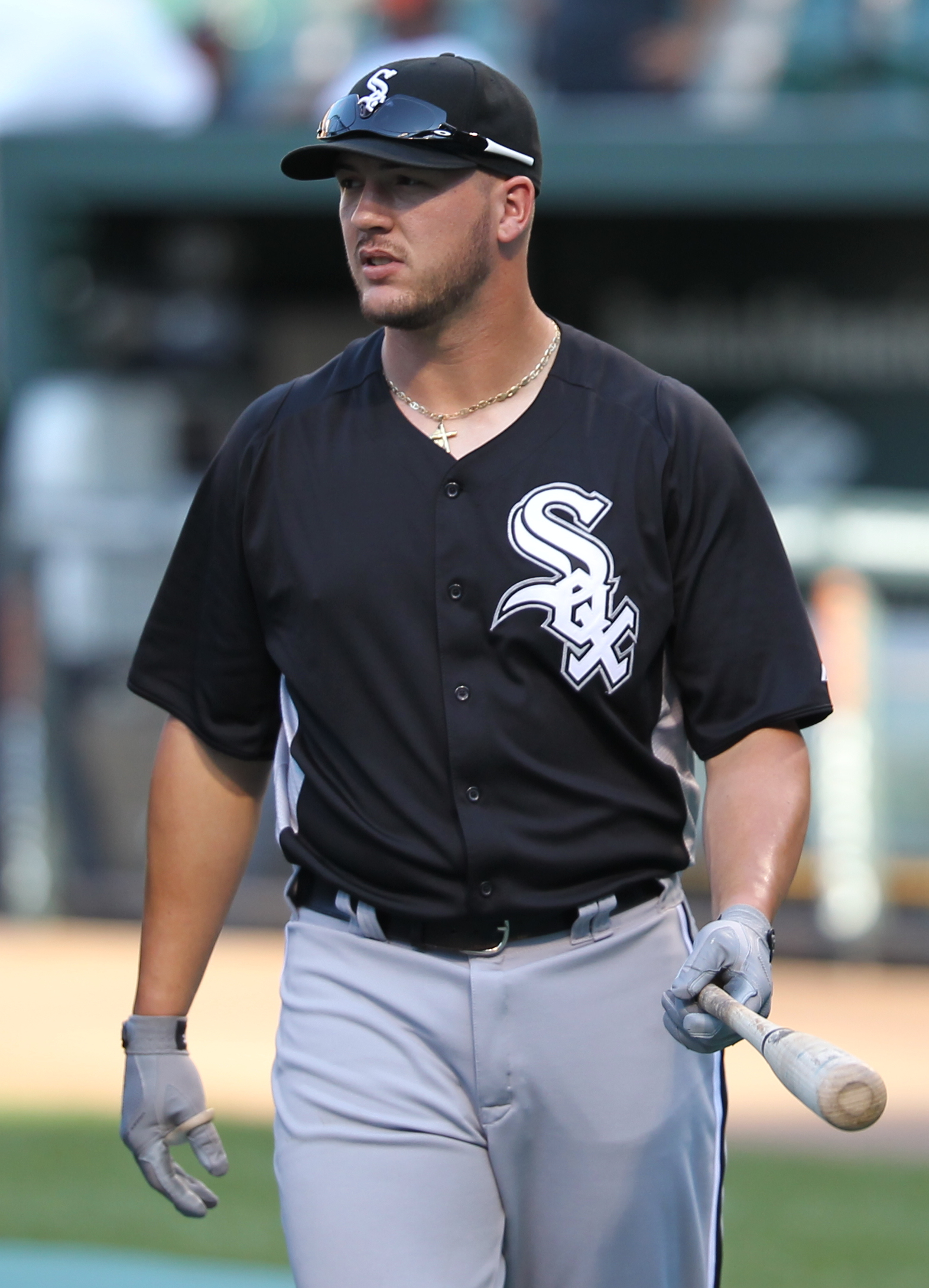
Flowers con los Medias Blancas en 2011.

El 4 de diciembre de 2008, Flowers fue transferido a los Medias Blancas de Chicago junto a Brent Lillibridge y otros prospectos a cambio de Javier Vázquez y Boone Logan.
El 1 de septiembre de 2009, Flowers fue llamado por los Medias Blancas luego de batear .297 con 15 jonrones y 56 carreras impulsadas con los Charlotte Knights de Clase AAA, y debutó en Grandes Ligas el 3 de septiembre.
Inició la temporada 2011 en Charlotte, y fue llamado nuevamente a Grandes Ligas en julio para ser el suplente de A.J. Pierzynski luego de la lesión del segundo receptor Ramón Castro. A mediados de agosto se convirtió en el receptor titular luego de que Pierzynski se lesionara, y conectó su primer jonrón el 13 de agosto ante Luke Hochevar de los Reales de Kansas City.
Con la partida de Pierzynski al finalizar la temporada 2012, Flowers tomó el puesto de receptor titular del equipo al iniciar la temporada 2013. Sin embargo, debido a una lesión su rendimiento ofensivo fue afectado negativamente, y fue reemplazado como titular por el prospecto Josh Phegley. Al finalizar la temporada Flowers firmó una extensión de un año y $950.000 para evitar el arbitraje, y fue nombrado nuevamente como receptor titular para la campaña 2014, en la cual bateó para promedio de bateo de .241 con 15 jonrones y 50 impulsadas.
El 16 de enero de 2015, firmó un contrato de un año y $2.675 millones con los Medias Blancas, evitando el arbitraje. Al finalizar la temporada se convirtió en agente libre.

### Atlanta Braves
El 16 de diciembre de 2015, los Bravos de Atlanta firmaron a Flowers por dos años y $5.3 millones. En julio de 2016, fue golpeado en la mano izquierda por un lanzamiento de A. J. Ramos de los Marlins de Miami, por lo que fue incluido en la lista de lesionados y reactivado el 17 de agosto.
En la temporada 2017, Flowers compartió exitosamente la receptoría de los Bravos con Kurt Suzuki, y registró promedio de .281 con 12 jonrones y 49 impulsadas en 317 turnos al bate.
Para la temporada 2018, fue considerado el quinto mejor receptor de la liga. Bateó .227/.341/.359 con ocho jonrones y 30 carreras impulsadas. En defensa, volvió a tener la fuerza de brazo más débil (74,7) de todos los receptores de Grandes Ligas. Atrapó al 23% de los ladrones de bases, ya que 44 corredores robaron bases contra él y atrapó solo 13.
En 2019, bateó .229/.319/.413 con 36 carreras anotadas, 11 jonrones y 34 carreras impulsadas. En defensa permitió la mayor cantidad de pases (lanzamientos no controlados) entre todos los receptores de Grandes Ligas, con 16. En noviembre de 2019, los Bravos rechazaron la opción de Flowers y, en cambio, acordaron un contrato de un año y $4 millones de dólares para la temporada 2020.
En 2020 bateó .217/.325/.348 con un jonrón y cinco carreras impulsadas en 69 turnos al bate. Al finalizar la temporada se convirtió en agente libre.